# Кумари, Эрик Вольдемарович
Эрик Вольдемарович Кумари (эст. Eerik Kumari, урождённый Эрик Матиас Ситс, эст. Erik Mathias Sits; 7 марта 1912, Кирбла, Гапсальский уезд — 8 января 1984, Тарту) — советский эстонский учёный-орнитолог и эколог. Доктор биологических наук, заслуженный деятель науки Эстонской ССР (1972), член-корреспондент Академии наук Эстонской ССР (1961).

## Биография
Родился 7 марта 1912 года в деревне Кирбла, Гапсальском уезде Эстляндской губернии (ныне уезд Ляэнемаа Республики Эстония) в крестьянской семье. Переехал в Таллин в 1922 году, где учился в гимназии.
В 1928 году он начал наблюдать за птицами в окрестностях Матсалуского залива и в 1930 году опубликовал свою первую научную работу. В 1932 году поступил в Тартуский университет, который окончил в 1940 году по специальности «зоология». В 1937 году вышла его монография «Материалы к орнитофауне Матсалуского залива». В 1938 и 1939 годах он начал наблюдать за голубыми зимородками. Работал зоологом в Государственном музее естественных наук ЭССР в Таллине.
Участник Великой Отечественной войны; с 1942 по 1945 годы служил в Красной Армии, ст. лейтенант, начальник химической службы, дошёл до Курляндии. После войны занимался инвентаризацией природных объектов.
В 1947 году продолжил свою работу в Таллине уже как сотрудник Государственного музея природы, тогда же стал сотрудником Института зоологии и ботаники АН Эстонской ССР. Старший научный сотрудник кафедры зоологии позвоночных Тартуского государственного университета. Защитил кандидатскую диссертацию в 1949 году «Голубой зимородок в Эстонской ССР. Зоогеографическое и экологическое исследование», основываясь на собранном материале о зимородках на юго-востоке Эстонии, докторскую диссертацию защитил в 1952 году — «Современный состав орнитофауны Эстонской ССР и его генезис». В 1954 году была опубликована основная работа Кумари — «Птицы Эстонской ССР». В 1952 году, после присвоения звания доктора наук, назначен заместителем директора по научной части в Институте зоологии и ботаники, пост занимал до 1977 года (позже был старшим научным сотрудником-консультантом). Занимался изучением птиц разных ландшафтов, но отдавал предпочтение птицам верховых болот Эстонии. Также глубоко изучал проблемы зоогеографии Палеарктики.
Эрик Кумари считается главным автором системы охраны природы Эстонской ССР: в 1957 году был принят закон по охране природы в Эстонской ССР, ставший первым природоохранным законом в СССР. Перу Кумари принадлежат эстонские «Справочник по охране природы» (1960), «Охрана природы» (1973) и «Красная книга Эстонской ССР» (1982), а также четыре издания «Полевого определителя птиц Эстонии». Является автором книг и пособий для начинающих орнитологов и любителей «Как наблюдать птиц» (1963) и «Перелёты птиц» (1975). С 1954 по 1964 годы Кумари возглавлял Общество естествоиспытателей при АН Эстонской ССР, в 1955 году создал Прибалтийскую комиссию по изучению миграций птиц и Комиссию по охране природы АН ЭССР. С 1954 по 1962 годы усилиями Эрика Кумари были организованы сети наблюдательных пунктов для изучения Балтийско-Беломорской миграционной трассы птиц в рамках Прибалтийской комиссии: она же стала публиковать периодические «Сообщения», являлась посредником во всесоюзных и международных программах изучения перелётных птиц.
Первая международная конференция по изучению и охране перелетных птиц Балтийского бассейна была созвана в 1974 году по инициативе Кумари. Конференции проводились также в 1977 году в Польше, в 1980 году в Финляндии и в 1984 году в Швеции. В 1982 году на пленарной сессии XVIII Международного орнитологического конгресса в Москве Кумари выступил с речью, в которой подвёл итог проделанной им с 1950-х годов работе.
Опубликовал более 200 научных статей, а всего является автором более 550 книг, брошюр, рецензий и т. д. во многих изданиях. Он сотрудничал со многими советскими и зарубежными учёными мира, входил в Международный орнитологический комитет, занимал пост заместителя председателя Орнитологического комитета АН СССР и входил во многие организации СССР, Европы и мира по охране птиц. С 1974 года член редакционного совета сборников «Орнитология». Занимался подготовкой научных кадров, руководил многими кандидатскими диссертациями, курсовыми и дипломными работами, а также полевыми практиками.
Кумари был награждён 8 медалями, являлся членом-корреспондентом в АН Эстонской ССР, имел степень доктора биологических наук и звание профессора орнитологии. Почётный член Финского орнитологического общества и Британского орнитологического треста, член-корреспондент Испанского орнитологического общества и зарубежный член Общества охраны природы Юго-Западного Хяме (Финляндия).
Увлекался музыкой, театром и литературой: в молодости любил петь и играл на валторне в консерватории.

Могила Э. Кумари

Скончался 8 января 1984 года в Тарту после тяжёлой болезни.
В память об Эрике Кумари в 1989 году была учреждена премия его имени, вручаемая за заслуги в охране природы.
Вошёл в составленный в 1999 году по результатам письменного и онлайн-голосования список 100 великих деятелей Эстонии XX века.

### На русском
- О состоянии охраны природы в Эстонской ССР // Охрана природы и заповедное дело в СССР, № 2. 1957
- VII Генеральная ассамблея и VII Техническое совещание Международного союза по охране природы и природных ресурсов // Вестник АН СССР, № 1. 1959
- Охрана природы в Эстонской ССР // Природа, № 6. 1959
- Охрана природы в Эстонии // Труды всесоюзных совещаний по охране природы, в. 2, Вильнюс. 1960
- Проблемы охраны птиц в Прибалтике // Тезисы докладов Пятой Прибалтийской орнитологической конференции, Тарту, стр. 102—104. 1963
- Насущные задачи международной охраны водоплавающих птиц в области Балтийского моря // География ресурсов водоплавающих птиц в СССР, состояние запасов, пути их воспроизводства и правильного использования, М., вып. 1, стр. 17—20. 1965
- Проблемы охраны птиц в Прибалтике // Итоги орнитологических исследований в Прибалтике. Таллинн, стр. 41—47. 1967
- Очередные проблемы охраны птиц в Прибалтике // Материалы Седьмой Прибалтийской орнитологической конференции, Рига, в. 3, стр. 9—11. 1970
- Охрана птиц Балтии // Известия АН Туркм. ССР, серия биолог., № 4. 1970
- Значение национальных птиц в пропаганде идеи охраны природы // Сообщение Прибалтийской комиссии по изучению миграций птиц, № 7, стр. 184—186. 1972
- Ханг В., 1985. Эрик Вольдемарович Кумари // Охрана окружающей среды в городах // Научные труды по охране природы, № 9, Тарту, стр. 114—117. 1985

### На эстонском
- Организация охраны природы в Германской Демократической Республике // Лесное хозяйство, № 2. 1958
- Об охране природы в лесах Эстонии // Вопросы восстановления лесов на песчаных почвах и ведение хозяйства в боровых лесах, Тарту. 1958
- VI Международный конгресс по охране природы // Природа Эстонии, № 1. 1959
- Задачи и направления научно-исследовательской работы на заповедных участках // Бюллетень по охране природы, № 1, Тарту. 1959
- Основы охраны птиц // Полевой определитель птиц Эстонии, Таллинн. 1959
- 50 лет охраны природы в Эстонии // Бюллетень по охране природы, Тарту, № 2. 1961
- Борьба за проведение в действие режима охраны природы на заливе Матсалу в промежуток времени 1933—1958 гг. // Тезисы докладов VI съезда эстонских естествоиспытателей, Тарту. 1961
- Справочник по охране природы, 1960. Под редакцией Э. Кумари, Таллинн, 280 стр.

### На других языках
- Охрана природы в Эстонской ССР, Изд. комиссии по охране природы АН ЭССР, Таллин (на англ. языке). 1960
- Dеmentiev G., Кumаri Е., Uber den Vogelschutz in der Sowjetunion, Der Falke, Leipzig-Jena. 1958